# 平本丈
平本 丈（ひらもと じょう、2003年7月22日 - ）は、日本の男性総合格闘家。東京都足立区出身。剛毅會所属。兄は総合格闘家の平本蓮。

## 来歴
兄の影響で5歳からキックボクシングを始める。総合格闘家に転向した兄の影響を受け、2020年に総合格闘家に転向。2021年にABEMAの格闘技オーディション番組「格闘DREAMERS」に参加し、最終審査まで進むが、2回終了時に棄権しTKO負け。2023年3月26日にGLADIATOR 021 in OSAKAで総合格闘家としてデビュー。初回に左フックを受けKO負け。

### プロデビュー
2023年12月31日に開催されたRIZIN.45でRIZINに初出場し、プロ総合格闘家としてデビュー。YUSHIと対戦し、3Rにハイキックでダウンを奪い、3-0で判定勝ち。

## 戦績

### プロ総合格闘技
| 総合格闘技 戦績 | 総合格闘技 戦績 | 総合格闘技 戦績 | 総合格闘技 戦績 | 総合格闘技 戦績 | 総合格闘技 戦績 | 総合格闘技 戦績 |
| --------------- | --------------- | --------------- | --------------- | --------------- | --------------- | --------------- |
| 3 試合          | (T)KO           | 一本            | 判定            | その他          | 引き分け        | 無効試合        |
| 2 勝            | 0               | 0               | 2               | 0               | 0               | 0               |
| 1 敗            | 0               | 1               | 0               | 0               | 0               | 0               |

| 勝敗 | 対戦相手 | 試合結果                 | 大会名          | 開催年月日     |
|      | 冨澤大智 | 試合前                   | RIZIN.51        | 2025年9月28日  |
| ○    | 田丸辰   | 5分3R終了 判定3-0        | RIZIN男祭り     | 2025年5月4日   |
| ×    | 木村琉音 | 1R 2:20 腕ひしぎ十字固め | DEEP 122 IMPACT | 2024年11月4日  |
| ○    | YUSHI    | 5分3R終了 判定3-0        | RIZIN.45        | 2023年12月31日 |

### アマチュア総合格闘技
| 勝敗 | 対戦相手 | 試合結果               | 大会名                 | 開催年月日    |
| ×    | 飴山聖也 | 1R 2:07 KO（左フック） | GLADIATOR 021 in OSAKA | 2023年3月26日 |

## 出演
- 格闘DREAMERS （2021年）[3]
- 今日、好きになりました。 （2021年、秋桜編）[5]